# Vuorinen (del av en ö)
Vuorinen är en del av en ö i Finland.   Den ligger i kommunen Nystad i den ekonomiska regionen Nystadsregionen och landskapet Egentliga Finland, i den sydvästra delen av landet, 200 km väster om huvudstaden Helsingfors. Arean är 0,34 kvadratkilometer.
Terrängen på Vuorinen är mycket platt. Den sträcker sig 0,8 kilometer i nord-sydlig riktning, och 1,0 kilometer i öst-västlig riktning.